# UCI ProSeries de 2023
A UCI ProSeries 2023 foi a quarta edição do calendário ciclista que agrupa as corridas que têm obtido a licença ProSeries, é o segundo nível de competição na ordem de importância do ciclismo de estrada masculino após o UCI WorldTour. Foi criado no ano 2020 pela União Ciclista Internacional.
Iniciou-se a 22 de janeiro de 2023 na Argentina com a Volta a San Juan e finalizará a 15 de outubro de 2023 com a Veneto Classic na Itália. Em princípio, disputar-se-iam 57 concorrências nas categorias 1.pro (Corrida de um dia) e 2.pro (Corrida por etapas), outorgando pontos aos primeiros classificados das etapas e à classificação final, ainda que o calendário poderia sofrer modificações ao longo da temporada com a inclusão de novas corridas ou exclusão de outras.

## Equipas
As equipas que podem participar nas diferentes corridas depende da categoria das mesmas. As equipas UCI WorldTeam e UCI ProTeam, têm cota limitada para competir de acordo ao ano correspondente estabelecido pela UCI, as equipas Equipas Continentais e seleções nacionais não têm restrições de participação:

## Calendário
As seguintes são as corridas que compõem o calendário UCI ProSeries para a temporada de 2023 aprovado pela UCI.

### Janeiro
| UCI ProSeries de 2023 - janeiro |                  |        |                    |              |
| Data                            | Corrida          | Classe | Vencedor           | Equipa       |
| ------------------------------- | ---------------- | ------ | ------------------ | ------------ |
| 22-29                           | Volta a San Juan | 2.pro  | Miguel Ángel López | Medellín-EPM |

### Fevereiro
| UCI ProSeries de 2023 - Fevereiro |                               |        |                        |                          |
| Data                              | Corrida                       | Classe | Vencedor               | Equipa                   |
| --------------------------------- | ----------------------------- | ------ | ---------------------- | ------------------------ |
| 1-5                               | Volta à Comunidade Valenciana | 2.pro  | Rui Costa              | Intermarché-Circus-Wanty |
| 11-15                             | Tour de Omã                   | 2.pro  | Matteo Jorgenson       | Movistar                 |
| 12                                | Clássica de Almeria           | 1.pro  | Matteo Moschetti       | Q36.5                    |
| 15-19                             | Volta ao Algarve              | 2.pro  | Daniel Felipe Martínez | Ineos Grenadiers         |
| 15-19                             | Volta à Andaluzia             | 2.pro  | Tadej Pogačar          | UAE Emirates             |
| 25                                | Faun-Ardèche Classic          | 1.pro  | Julian Alaphilippe     | Soudal Quick-Step        |
| 26                                | La Drôme Classic              | 1.pro  | Anthony Perez          | Cofidis                  |
| 26                                | Kuurne-Bruxelas-Kuurne        | 1.pro  | Tiesj Benoot           | Jumbo-Visma              |

### Março
| UCI ProSeries de 2023 - Março |                                        |        |                       |                          |
| Data                          | Corrida                                | Classe | Vencedor              | Equipa                   |
| ----------------------------- | -------------------------------------- | ------ | --------------------- | ------------------------ |
| 1                             | Troféu Laigueglia                      | 1.pro  | Nans Peters           | AG2R Citroën             |
| 15                            | Milano-Torino                          | 1.pro  | Arvid de Kleijn       | Tudor                    |
| 15                            | Nokere Koerse                          | 1.pro  | Tim Merlier           | Soudal Quick-Step        |
| 16                            | Grande Prémio de Denain                | 1.pro  | Juan Sebastián Molano | UAE Emirates             |
| 17                            | Bredene Koksijde Classic               | 1.pro  | Gerben Thijssen       | Intermarché-Circus-Wanty |
| 26                            | GP Industria & Artigianato di Larciano | 1.pro  | Ben Healy             | EF Education-EasyPost    |

### Abril
| UCI ProSeries de 2023 - abril |                               |        |                    |                    |
| Data                          | Corrida                       | Classe | Vencedor           | Equipa             |
| ----------------------------- | ----------------------------- | ------ | ------------------ | ------------------ |
| 1                             | Grande Prêmio Miguel Indurain | 1.pro  | Ion Izagirre       | Cofidis            |
| 5                             | Scheldeprijs                  | 1.pro  | Jasper Philipsen   | Alpecin-Deceuninck |
| 12                            | Flecha Brabanzona             | 1.pro  | Dorian Godon       | AG2R Citroën       |
| 17-21                         | Tour dos Alpes                | 2.pro  | Tao Geoghegan Hart | Ineos Grenadiers   |

### Maio
| UCI ProSeries de 2023 - maio |                           |        |                 |                     |
| Data                         | Corrida                   | Classe | Vencedor        | Equipa              |
| ---------------------------- | ------------------------- | ------ | --------------- | ------------------- |
| 6                            | Grande Prêmio de Morbihan | 1.pro  | Arnaud De Lie   | Lotto Dstny         |
| 7                            | Tro Bro Leon              | 1.pro  | Giacomo Nizzolo | Israel-Premier Tech |
| 10-14                        | Volta à Hungria           | 2.pro  | Marc Hirschi    | UAE Emirates        |
| 16-21                        | Quatro Dias de Dunquerque | 2.pro  | Romain Grégoire | Groupama-FDJ        |
| 25-28                        | Boucles de la Mayenne     | 2.pro  | Oier Lazkano    | Movistar            |
| 26-29                        | Volta à Noruega           | 2.pro  | Ben Tulett      | Ineos Grenadiers    |

### Junho
| UCI ProSeries de 2023 - junho |                          |        |                      |                    |
| Data                          | Corrida                  | Classe | Vencedor             | Equipa             |
| ----------------------------- | ------------------------ | ------ | -------------------- | ------------------ |
| 4                             | Brussels Cycling Classic | 1.pro  | Arnaud Démare        | Groupama-FDJ       |
| 7-11                          | ZLM Tour                 | 2.pro  | Olav Kooij           | Jumbo-Visma        |
| 10                            | Dwars door het Hageland  | 1.pro  | Rasmus Tiller        | Uno-X              |
| 13                            | CIC Mont Ventoux         | 1.pro  | Lenny Martinez       | Groupama-FDJ       |
| 14-18                         | Volta à Bélgica          | 2.pro  | Mathieu van der Poel | Alpecin-Deceuninck |
| 14-18                         | Volta à Eslovénia        | 2.pro  | Filippo Zana         | Jayco AlUla        |

### Julho
| UCI ProSeries de 2023 - julho |                       |        |                 |                                    |
| Data                          | Corrida               | Classe | Vencedor        | Equipa                             |
| ----------------------------- | --------------------- | ------ | --------------- | ---------------------------------- |
| 9-16                          | Volta ao Lago Qinghai | 2.pro  | Henok Mulubrhan | Green Project-Bardiani CSF-Faizanè |
| 22-26                         | Tour de Valônia       | 2.pro  | Filippo Ganna   | Ineos Grenadiers                   |

### Agosto
| UCI ProSeries de 2023 - agosto |                        |        |                  |                     |
| Data                           | Corrida                | Classe | Vencedor         | Equipa              |
| ------------------------------ | ---------------------- | ------ | ---------------- | ------------------- |
| 15-19                          | Volta à Dinamarca      | 2.pro  | Mads Pedersen    | Lidl-Trek           |
| 15-19                          | Volta a Burgos         | 2.pro  | Primož Roglič    | Jumbo-Visma         |
| 17-20                          | Arctic Race da Noruega | 2.pro  | Stephen Williams | Israel-Premier Tech |
| 23-27                          | Volta à Alemanha       | 2.pro  | Ilan Van Wilder  | Soudal Quick-Step   |

### Setembro
| UCI ProSeries de 2023 - setembro |                           |        |                          |                             |
| Data                             | Corrida                   | Classe | Vencedor                 | Equipa                      |
| -------------------------------- | ------------------------- | ------ | ------------------------ | --------------------------- |
| 3                                | Maryland Cycling Classic  | 1.Pro  | Mattias Skjelmose Jensen | Lidl-Trek                   |
| 3-10                             | Volta à Grã-Bretanha      | 2.Pro  | Wout van Aert            | Jumbo-Visma                 |
| 10                               | Grande Prêmio de Fourmies | 1.Pro  | Tim Merlier              | Soudal Quick-Step           |
| 13                               | Grande Prêmio da Valônia  | 1.Pro  | Gonzalo Serrano          | Movistar                    |
| 14                               | Coppa Sabatini            | 1.Pro  | Marc Hirschi             | UAE Emirates                |
| 14-17                            | Tour do Lago Taihu        | 2.Pro  | George Jackson           | Bolton Equities Black Spoke |
| 16                               | Clássica Super 8          | 1.Pro  | Mathieu van der Poel     | Alpecin-Deceuninck          |
| 20-24                            | Tour de Luxemburgo        | 2.Pro  | Marc Hirschi             | UAE Emirates                |
| 23-30                            | Tour de Langkawi          | 2.Pro  | Simon Carr               | EF Education-EasyPost       |
| 28                               | Circuito Franco-Belga     | 1.Pro  | Arnaud De Lie            | Lotto Dstny                 |
| 30                               | Giro de Emilia            | 1.Pro  | Primož Roglič            | Jumbo-Visma                 |

### Outubro
| UCI ProSeries de 2023 - outubro |                       |        |                    |                          |
| Data                            | Corrida               | Classe | Vencedor           | Equipa                   |
| ------------------------------- | --------------------- | ------ | ------------------ | ------------------------ |
| 2                               | Coppa Bernocchi       | 1.Pro  | Wout van Aert      | Jumbo-Visma              |
| 3                               | Giro de Münsterland   | 1.Pro  | Per Strand Hagenes | Jumbo-Visma              |
| 3                               | Tres Valles Varesinos | 1.Pro  | Ilan Van Wilder    | Soudal Quick-Step        |
| 6                               | Giro del Piemonte     | 1.Pro  | Andrea Bagioli     | Soudal Quick-Step        |
| 5-9                             | Tour de Hainan        | 2.Pro  | Óscar Sevilla      | Medellín-EPM             |
| 8                               | Paris-Tours           | 1.Pro  | Riley Sheehan      | Israel-Premier Tech      |
| 11                              | Giro del Veneto       | 1.Pro  | Dorian Godon       | AG2R Citroën             |
| 15                              | Japan Cup             | 1.Pro  | Rui Costa          | Intermarché-Circus-Wanty |
| 15                              | Venetto Classic       | 1.Pro  | Davide Formolo     | UAE Emirates             |